# Sergio Salomone
Sergio Daniel Salomone (San Francisco Solano, 9 de enero de 1984) es un futbolista argentino. Juega como delantero en Estrella del Sur de la Primera C de Argentina.

## Debut y gloria
Sergio Salomone debutó en el fútbol profesional el 12 de julio de 2003, cuando El Porvenir, entonces dirigido por Walter  Perazzo, definía la Promoción/permanencia Primera B Nacional ante All Boys, dirigido por el mítico Ricardo Caruso Lombardi. El conjunto de Floresta ganó su chance en el Octogonal de la B Metro, y El Porvenir antepenúltimo de la segunda categoría, debía validar su pertenencia a éste torneo.
Walter Perazzo formó al conjunto de Gerli con: Dubra, Santa Cruz, Ercoli, Rodríguez, Ramírez, Miranda, Pietravallo, Zarif, Insaurralde, Romano y Alves, quienes al cabo del primer tiempo estaba perdiendo 1 a 0 con gol de Facundo Diz a los 12" PT. El empate permitía llegar la semana próxima a cancha de Lanús, donde El Porve sería "local" con ventaja deportiva. Fue entonces cuando Perazzo realizó la modificación que cambiaría la vida de los hinchas del "Porve".
A los 13 minutos del complemento puso al debutante Sergio Salomone, en reemplazo de Alejandro “El Papu” Insaurralde que, a los 21 minutos, aprovechó un pase de Romano y una desinteligencia entre De Nicola y Groothius. Salomone solo tuvo que empujarla, poniendo el 1-1 que sería definitivo. El "Tanito", con inferiores en Lanús y que estaba para la Cuarta, se convertiría en Gerli, en el emblema de los corazones blanquinegros en la era moderna.

## Rosario y un sueño de Primera
Las buenas críticas y los goles llegarían hasta el conjunto de Arroyito, quien a préstamo, permitiría al "Tano" foguearse con los grandes, ya que Central disputaría en esa temporada la Copa Libertadores de América, dirigido por Miguel Ángel Russo. Rosario tendría su chance en el Grupo 9 junto a Sporting Cristal, Coritiba y Olimpia, clasificando a la siguiente ronda y siendo eliminado en octavos. por Sao Pablo a través de penales. Al finalizar el préstamo, Salomone regresa a El Porvenir, siendo nuevamente cedido, esta vez a Sportivo Italiano. 
Para la temporada 2005-2006 Sergio Salomone sería tenido en cuenta dentro del plantel de Primera en Gerli y volvería a repetirse la historia al llegar a la última fecha del Torneo. El Porvenir necesitaba ganar para mantener la categoría y que, Defensa y Justicia perdiera ante San Martín de San Juan. El blanquinegro enfrentaba a la C.A.I. en Gerli el 13 de mayo de 2006, y otra vez el Tano cumpliría su promesa goleadora de mantener al Porve con sus sueños intactos, recibiendo un centro de Diego Figueroa desde un tiro de esquina y anticipando el primer palo de Mariano Giménez. Así, el Tanito, definió de cabeza en el área chica de Emanuel Trípodi estableciendo el 1 a 0 en el primer tiempo. Lamentablemente El Porvenir perdería la categoría tras el empate agónico del Halcón de Varela. 
Salomone se quedaría en Gerli el siguiente torneo donde lograría actuaciones destacadas logrando 8 goles dentro de sus idas y vueltas blanquinegras.

## Un Tano en Italia
Al finalizar al temporada, sería cedido a Temperley, jugando 7 partidos y sin poder mostrar su racha goleadora. Pero ASD Pro Settimo, equipo del ascenso italiano, se vio interesado en los goles de Salomone en 2008 y hacia allí viajó, hasta el Settimo Torinese, en Turín, para escribir una nueva historia. Pro Settimo finalizó 5° en su zona, Girone "A", con 56 puntos  y 46 goles en la temporada, 14 fueron convertidos por Salomone posibilitando al equipo, jugar la Coppa Italia Dilettanti Piemonte-Valle d'Aosta. 
Sobre la segunda mitad de 2009, Salomone retornaría a El Porvenir, ya en Primera División "C", donde sería goleador en su equipo, con 11 tantos. Esta etapa en el conjunto de Gerli, le valdría el apodo de "Gladiador", debido a que El Porvenir estaba fuera todo y en los últimos 10 partidos a fuerza de coraje y goles el equipo llegó a clasificar para el Octogonal, lo bajó  Excursionistas del campeonato y hasta le iba ganando a Barracas Central, equipo que ascendería en esa temporada, con gol de mismo Salomone.

## Gladiador del Ascenso
El folclore futbolístico argentino tiene innumerables historias de jugadores que se convirtieron en íconos ya sea por estar aferrados a sus clubes, o respetados por distintas parcialidades por su personalidad y carisma. Sergio Salomone a fuerza de goles no solo es querido y respetado en El Porvenir, sino que a lo largo de su trayectoria lo es en todo el Ascenso.
La temporada 2010-2011 lo encontró una vez más vistiendo la casaca del Porve con el cual conquistaría 9 tantos, llegando a contabilizar en 109 presentaciones 29 goles, y que, sumado a los 14 que convirtió en Italia redondearía los 43. La temporada siguiente, Berazategui sería testigo de su calidad de artillero, donde sellaría un pacto con la red al convertir 18 goles y proclamarse máximo goleador de la divisional "C" 2011-2012, convertir su primer gol en Copa Argentina y ser partícipe de que el "Naranja" pase al Octogonal. El segundo semestre de 2012 lo encontraría al Tano defendiendo los colores de Sacachispas, necesitado de una buena campaña para salir de la zona del descenso. El paso del Salomone por el Lila dejó 7 goles en un semestre, colaborando con que el equipo terminara 3° en la General y accediera a semifinales
La buena racha goleadora permitió una nueva excursión en el Torneo B Metro 2013-2014, al vestir los colores de Acasusso, debutando el 29 de enero y convirtiendo su primer tanto para el equipo a los 27' del primer tiempo, que superó a Los Andes por la mínima. Esa temporada, Salomone marcaría 9 goles y Acasusso jugaría la Copa Argentina ronda "Segunda Eliminatoria". Berazategui con su Estadio Norma Lee, sería el nuevo receptor de sueños para que los goles del Tano hagan realidad los gritos de gol. El campeonato local sería testigo de 5 goles y la Copa Argentina, como accedía a la eliminatoria con equipos de B Metro dejando en el camino a Sportivo Barracas y Luján. Sería eliminado por penal frente e Deportivo Armenio.
Finalizado ese período, volvería a vestir los colores de Sacachispas durante el primer semestre de 2016 durante 14 partidos y 3 tantos, que sería campeón la próxima temporada. Volvió al club de sus amores, El Porvenir, que por cuarta vez le vería lucir sus colores como nunca, ya que esa temporada se consagró goleador del conjunto de Gerli con 13 goles, 3 de ellos de penal, clasificando a su equipo para el Octogonal. Esta campaña lo pondría definitivamente dentro de la historia del Porve, como el único goleador de la era actual y 5° en la historia del profesionalismo del club al convertir 42 goles.
La gloria eterna de Salomone ha sido esquiva dentro del Estadio Gildo Gersinich, ya que una vez más deberá recalar en otra institución, esta vez en Sportivo Barracas donde en la primera temporada donde fue goleador de su equipo con 12 tantos, 2 de ellos de penal y top 5 entre los goleadores de la divisional. Luego de una lesión y posterior recuperación renovaría fuerzas en Lujan durante un semestre donde convertiría de penal ante Sportivo Italiano. La versión 5.0 de Salomone en El Porvenir lo encontró sumido en un campeonato díscolo debido a la emergencia sanitaria que posbilitó convertir 3 goles, 1 de ellos de penal frente a San Martin de Burzaco. La tabla de goleadores del Clausura fue adjudicada por Wilson Chimelli con 6 tantos, para darle objetividad al panorama que, en los equipos que jugó Sergio Salomone fue goleador, o compartir ese crédito, al igual que la tabla general de goleadores, rondando una eficacia del 30% de los goles anotados en una temporada de goles convertidos por el equipo donde jugó.
Actualmente se encuentra jugando en el Club Atlético Victoriano Arenas en el Torneo 2022 de la Primera C, cuarta división del fútbol argentino.

## Clubes
| Club              | País      | Año       |
| ----------------- | --------- | --------- |
| El Porvenir       | Argentina | 2003-2004 |
| Rosario Central   | Argentina | 2004      |
| Sportivo Italiano | Argentina | 2005      |
| El Porvenir       | Argentina | 2006-2007 |
| Temperley         | Argentina | 2007      |
| PRO Settimo       | Italia    | 2008-2009 |
| El Porvenir       | Argentina | 2009-2011 |
| Berazategui       | Argentina | 2011-2012 |
| Sacachispas       | Argentina | 2012      |
| Acassuso          | Argentina | 2013-2014 |
| Berazategui       | Argentina | 2015      |
| Sacachispas       | Argentina | 2016      |
| El Porvenir       | Argentina | 2016-2017 |
| Sportivo Barracas | Argentina | 2017-2019 |
| Luján             | Argentina | 2019      |
| El Porvenir       | Argentina | 2020-2021 |
| General Lamadrid  | Argentina | 2021      |
| Victoriano Arenas | Argentina | 2022-2023 |
| Berazategui       | Argentina | 2023-2024 |
| Estrella del Sur  | Argentina | 2025-Act. |